# Sonnenschein (Ronsdorf)
Sonnenschein ist eine Ortslage im Stadtbezirk Ronsdorf der bergischen Großstadt Wuppertal in Nordrhein-Westfalen in Deutschland.

## Lage und Beschreibung
Die Ortslage liegt im Wohnquartier Ronsdorf-Mitte/Nord im Bereich der Holthauser Straße östlich der Hofschaft Holthausen und westlich des Ronsdorfer Ortszentrums. Benachbarte Ortslagen sind neben Holthausen die Orte und Wohnplätze (Luhnsfelder) Höhe, Monschau und Huckenbach. Der ursprüngliche Siedlungskern ist heute Teil der Wohnbebauung entlang der Straße.

## Geschichte
Auf der Topographischen Aufnahme der Rheinlande von 1824 und auf der Preußischen Uraufnahme von 1843 ist der Ort unbeschriftet verzeichnet, aber mit Beschriftung auf der Ronsdorfer Gemeindekarte von 1826 und auf den Ausgaben des Messtischblatts ab 1892 bis 1988. 
1832 gehörte Sonnenschein zur Holthauser Rotte des ländlichen Außenbezirks der Stadt Ronsdorf. Der laut der Statistik und Topographie des Regierungsbezirks Düsseldorf als Einzelne Häuser kategorisierte Ort besaß zu dieser Zeit drei Wohnhäuser. Zu dieser Zeit lebten 27 Einwohner im Ort, sechs katholischen und 21 evangelischen Glaubens. Im Gemeindelexikon für die Provinz Rheinland von 1888 werden sechs Wohnhäuser mit 89 Einwohnern angegeben.